# اورتاجه
اورتاجه (به ترکی استانبولی: Ortaca) شهری است در کشور ترکیه که در استان موغله واقع شده‌است. جمعیت این شهر بر اساس سرشماری سال ۲۰۰۸ میلادی ۲۵٬۰۰۹ نفر و بر اساس برآوردهای سال ۲۰۰۹ میلادی ۲۸٬۳۸۴ نفر می‌باشد.